# Natalia Ponce de León

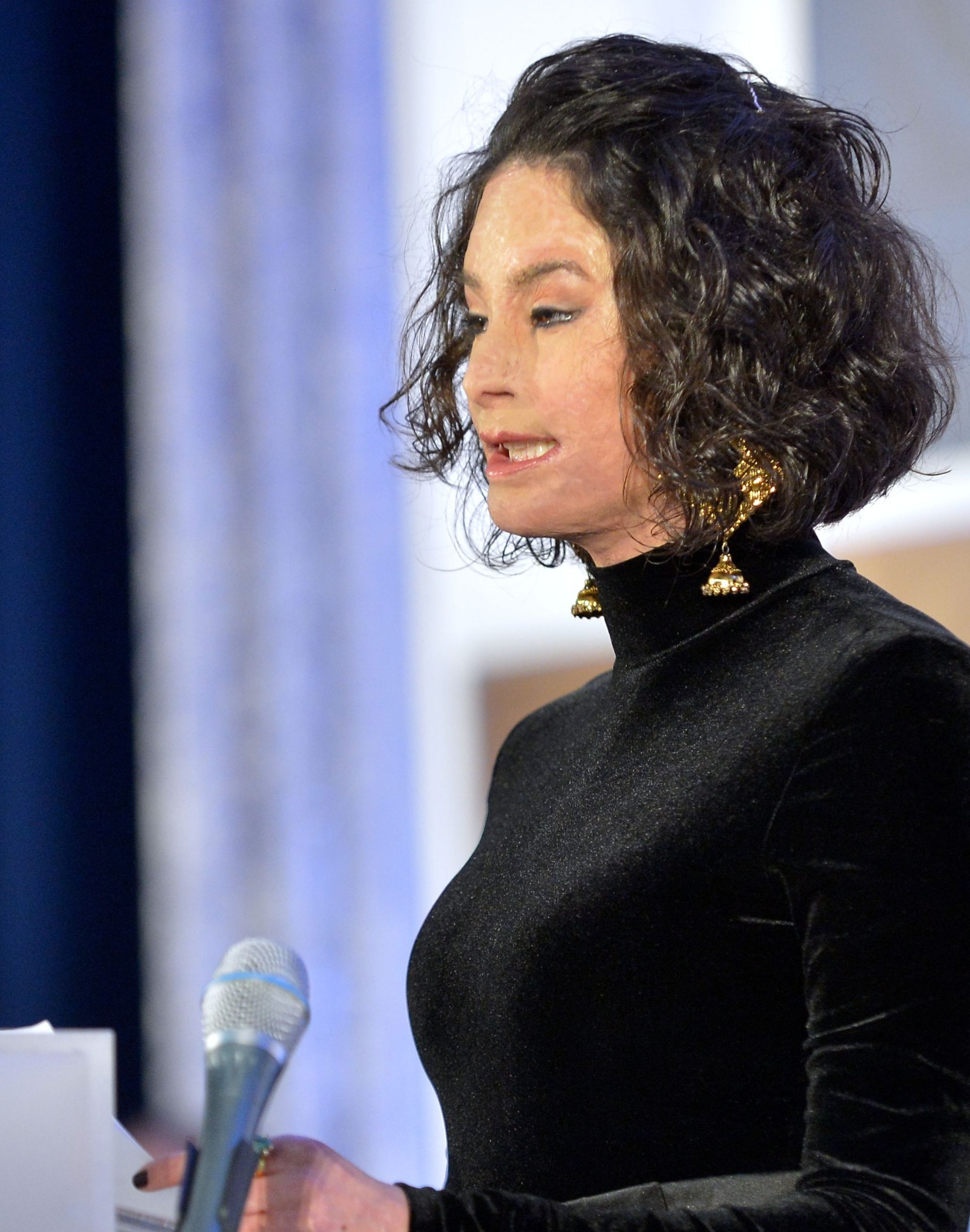
Natalia Ponce de León (2017)

Natalia Ponce de León (* 8. August 1980 in Bogotá) ist eine kolumbianische Aktivistin gegen Säureattentate. Als Opfer eines derartigen Angriffs gründete sie eine Stiftung. Sie wurde 2017 mit dem International Women of Courage Award (IWOC) des Außenministeriums der Vereinigten Staaten ausgezeichnet. Die BBC hat sie in die 100-Women-Liste des Jahres 2016 aufgenommen.

## Engagement und Ehrung
Ponce de León wurde im März 2014 von einem Stalker mit einem Liter Schwefelsäure übergossen. Sie gründete im April 2015 die Fundación Natalia Ponce de León, um die Rechte der Opfer von Säureangriffen zu vertreten. Sie erreichte die Verabschiedung eines Gesetzes, das die Strafen für Angreifer mit chemischen Mitteln erhöht und das Gesundheitsministerium verpflichtet, die Ausbildung und Versorgung in Krankenhäusern für Säure- und andere Verbrennungsopfer zu verbessern. Das Gesetz, das ihren Namen trägt, wurde im Januar 2016 verabschiedet. Sie arbeitet eng mit dem staatlichen Institut für Rechtsmedizin zusammen, um Stationen im ganzen Land einzurichten, die sicherstellen, dass Verbrennungsopfer eine angemessene medizinische und psychologische Behandlung erhalten.
Im März 2017 erhielt Natalia Ponce de León als zweite kolumbianische Frau den „International Women of Courage Award“. Unter den 13 Ausgezeichneten des Jahres waren auch Frauen aus Bangladesch, Syrien und Vietnam. Der Preis wurde ihnen am 29. März 2017 von Außenminister Thomas A. Shannon und Melania Trump verliehen.